# 劳尔·洛佩斯
劳尔·洛佩斯（西班牙語：Raül López，1980年4月15日—），西班牙职业篮球运动员。他在2001年的NBA选秀中第1轮第24顺位被犹他爵士选中。